# فالچوو
فالچوو (به لهستانی:  Falczewo) یک روستا در لهستان است که در گمینا بارتوشتسه واقع شده‌است.